# Bệnh rận mu
Bệnh rận mu là một căn bệnh do loài rận mu (Pthirus pubis) gây ra. Đây một loài côn trùng ký sinh phổ biến ở vùng lông mu của con người, thậm chí chúng có thể sống trên các khu vực có lông khác, bao gồm cả lông mi, gây ra bệnh rận mu. Người nhiễm bệnh thường bị ngứa nhiều ở khu vực lông mu nhất là những vùng nhạy cảm của con người. Bệnh này ảnh hưởng đến khoảng 2% dân số toàn thế giới. Bệnh rận mu tuy do loài rận ký sinh nhưng được xếp vào nhóm các bệnh lây truyền qua đường tình dục.

## Nguyên nhân
Bệnh do tác nhân chính là rận mu gây ra, rận mu dài từ 1 đến 3mm và có 6 chân. Rận mu hút máu người nơi chúng cư trú như ở chân lông mu (chúng dễ thích nghi với lông ở nam giới cứng và khô), dương vật, bìu, bẹn, bao quy đầu đối với những người đàn ông không cắt bao quy đầu. Rận mu ngoài cư trú và sinh sản bằng hình thức đẻ trứng ở lông vùng sinh dục, chúng có thể trú ở cả ở lông mi, lông mày hoặc có thể thấy ở cả tóc. Ngoài ra rận có thể trú trong áo quần, giường chiếu mùng mền, khăn bông nhiễm mầm bệnh.
Rận mu thường lây qua quá trình quan hệ chung chăn chung gối giữa các cá thể. và thường thường gặp ở lứa tuổi từ 15 đến 40 tuổi, nó có thể lây từ người này sang người khác do tiếp xúc trực tiếp như trong quan hệ tình dục, mặc chung quần lót, áo lót của người có rận mu, dùng chung chăn, màn, khăn tắm. Cha mẹ lây cho con cái thông qua nhiều cách như dùng chung khăn tắm, quần áo, giường hoặc tủ. Người lớn thường bị nhiễm bệnh nhiều hơn trẻ em. Cũng giống như hầu hết các tác nhân gây bệnh lây truyền qua đường tình dục, rận mu chỉ có thể tồn tại được ở bên ngoài cơ thể ấm và ẩm của con người trong một thời gian ngắn. Trong trường hợp trẻ em hoặc thanh thiếu niên bị nhiễm bệnh thì không nhất thiết là do bị lạm dụng tình dục nên mới bị lây, mặc dù khả năng này nên được lưu ý.

## Triệu chứng
Các triệu chứng chủ yếu gồm:

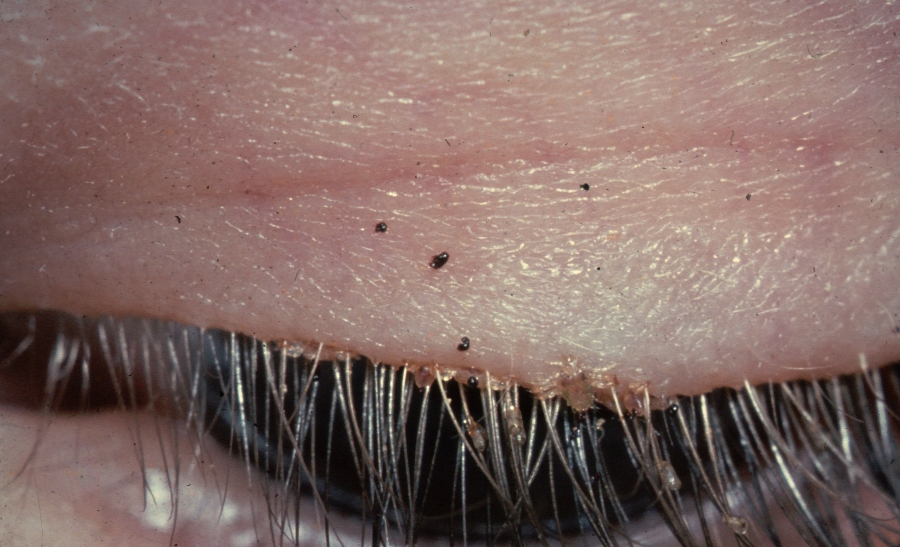
Rận mu trên lông mi.

- Ngứa, thường là các khu vực có lông hay tóc. Do cơ thể quá mẫn với nước bọc của rận mu nên cơn ngứa có thể trở nên dữ dội hơn trong hai hoặc nhiều tuần sau khi nhiễm bệnh.[1]
- Ở một số bệnh nhân xuất hiện những chấm có màu xám xanh hoặc xám đen ở những vùng bị rận hút máu, các chấm này có thể kéo dài trong nhiều ngày.[1]
- Xuất hiện các nốt mẩn đỏ, chấm đỏ kèm ngứa ngáy và khó chịu.
- Cũng có thể quan sát thấy trứng và rận mu bám trên cơ thể bằng mắt thường.[1]

## Chẩn đoán
Bệnh rận mu thường được chẩn đoán bằng cách kiểm tra kỹ lông mu để kiếm trứng, ấu trùng hay rận trưởng thành. Rận và trứng có thể được gắp ra bằng kẹp hoặc dùng kéo cắt vùng lông/tóc bị nhiễm rận (ngoại lệ không thể dùng phương pháp này nếu rận sống ở lông mi). Có thể dùng kính lúp hoặc kính hiển vi để xác định chính xác. Nếu một trong những thành viên trong gia đình bị nhiễm bệnh, toàn bộ gia đình cần phải được kiểm tra và chỉ có những người đang bị nhiễm những con rận còn sống mới cần được điều trị. Khuyến cáo bệnh nhân cũng nên kiểm tra các bệnh lây truyền qua đường tình dục khác.

## Phòng trị
Khi bị bệnh, cần làm sạch nơi ở để loại bỏ rận (cạo sạch lông vùng có rận mu), dùng thuốc DEP để diệt rận. Có thể diệt rận mu bằng cách dùng bông gòn, thấm dầu hoả (dầu hôi) chà lên toàn bộ khu vực có rận mu và để 30 phút sau, rận mu sẽ bị tiêu diệt. Ngoài ra có thể dùng thuốc trừ sâu hữu cơ Cypermethyl hoặc Pyrethrin (cúc trừ trùng) trong các bình xịt muỗi. Bên cạnh đó cần sinh hoạt tình dục an toàn và lành mạnh để tránh lây nhiễm. Để phòng bệnh rận mu thì có khuyến cáo cho rằng không nên mặc chung quần áo, không dùng chung chăn, chiếu và khăn tắm, không quan hệ tình dục bừa bãi, không mặc quần lót chật nhất là vào mùa nắng nóng.